# 亀甲駅
亀甲駅（かめのこうえき）は、岡山県久米郡美咲町原田にある、西日本旅客鉄道（JR西日本）津山線の駅である。
駅近くに亀の甲羅のような岩（亀甲岩）があることから「亀甲」の名がある。
美咲町の代表駅である。

## 歴史
- 1898年（明治31年）12月21日：中国鉄道本線（現在の津山線）開業時に設置される[1]。
- 1944年（昭和19年）6月1日：中国鉄道の鉄道部門が国有化され、国有鉄道津山線の駅となる[1]。
- 1971年（昭和46年）11月14日：貨物の取り扱いを廃止[1]。
- 1984年（昭和59年）2月1日：荷物扱い廃止[1]。
- 1985年（昭和60年）12月1日：駅員無配置駅となる[2]。
- 1987年（昭和62年）4月1日：国鉄分割民営化により、西日本旅客鉄道（JR西日本）の駅となる[1]。
- 1995年（平成7年）8月9日：当時の久米郡中央町が6000万円を負担して、亀の甲羅の形をした現駅舎に改築される[3]。

## 駅構造

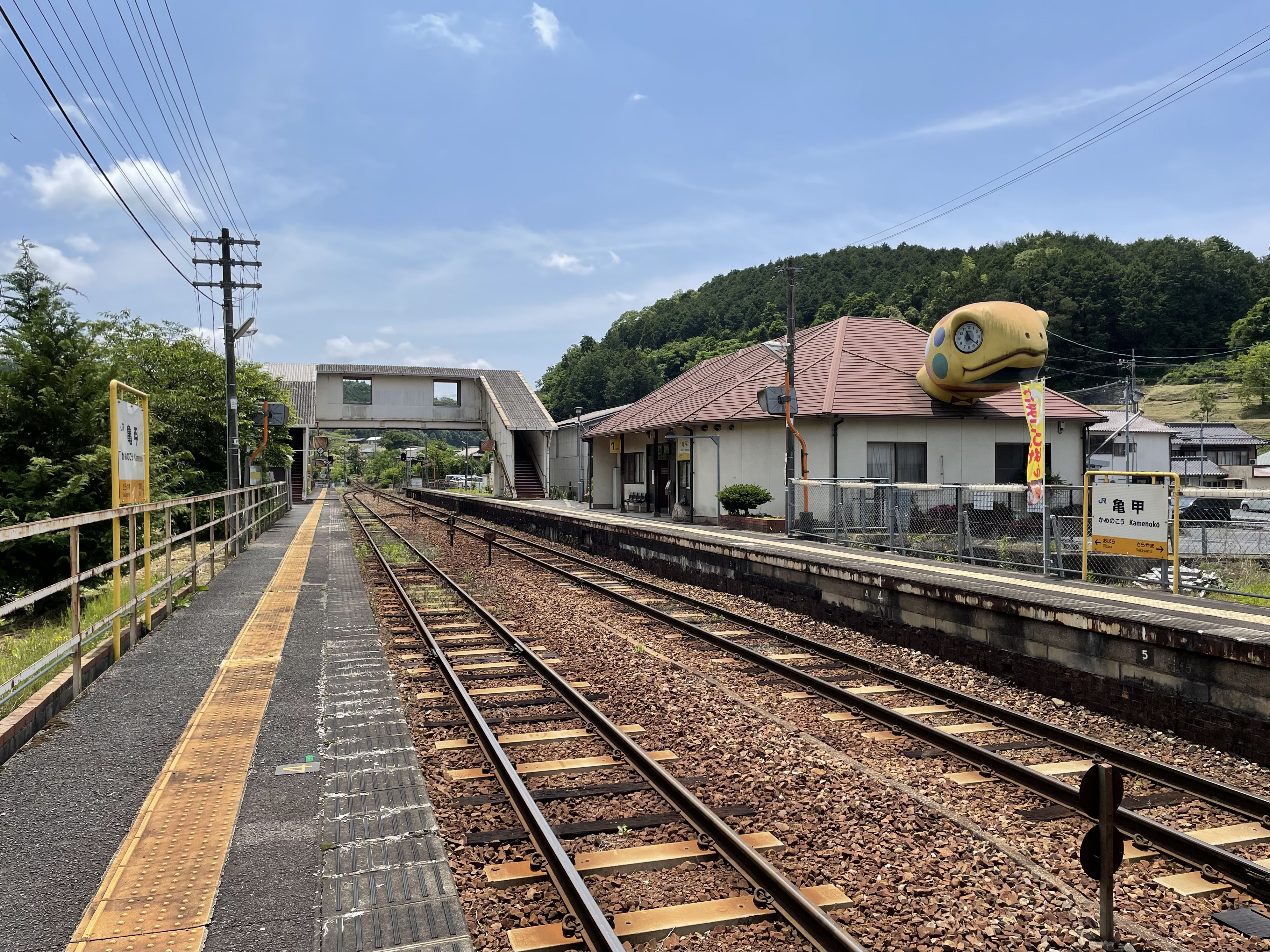
構内（2024年6月）

相対式ホーム2面2線を持ち、行違い設備を有する地上駅。ホーム間は跨線橋で連絡している。駅舎内に待合室がある。駅舎のある上り側1番線を上下本線、反対の下り側2番線を上下副本線とした一線スルー方式となっている。
津山駅管理の簡易委託駅で、出札窓口の営業がある。
亀をモチーフにした八角形の外観の駅舎が特徴的である。駅舎の屋根の上には亀の頭が設置され、目の部分が時計になっている。駅舎内には待合室のほかに飲食店、図書室がある。構内にも亀の像があるほか、亀の資料がある。便所は男女別、水洗式。

### のりば
| のりば | 路線   | 方向 | 行先           | 備考         |
| ------ | ------ | ---- | -------------- | ------------ |
| 1      | 津山線 | 上り | 津山方面       |              |
| 1      | 津山線 | 下り | 福渡・岡山方面 |              |
| 2      | 津山線 | 下り | 福渡・岡山方面 | 一部列車のみ |

## 利用状況
1日の平均乗車人員は以下の通りである。
| 乗車人員推移 | 乗車人員推移 |
| 年度         | 1日平均人数  |
| ------------ | ------------ |
| 1999         | 338          |
| 2000         | 350          |
| 2001         | 333          |
| 2002         | 304          |
| 2003         | 306          |
| 2004         | 299          |
| 2005         | 293          |
| 2006         | 282          |
| 2007         | 268          |
| 2008         | 268          |
| 2009         | 255          |
| 2010         | 251          |
| 2011         | 235          |
| 2012         | 242          |
| 2013         | 245          |
| 2014         | 247          |
| 2015         | 254          |
| 2016         | 243          |
| 2017         | 230          |
| 2018         | 222          |
| 2019         | 224          |
| 2020         | 199          |
| 2021         | 204          |

## 駅周辺
- 美咲町役場
- 岡山県美咲警察署
- 亀甲郵便局
- 中国銀行久米支店
- 天満屋ハピーマート亀甲店
- 国道53号
- 岡山県道159号久米中央線
- 岡山県道352号大戸上中央線

## バス路線
| 運行事業者         | 行先                                                  | 備考               |
| 亀甲駅前           | 亀甲駅前                                              | 亀甲駅前           |
| ------------------ | ----------------------------------------------------- | ------------------ |
| 有本観光バス       | イオン津山店前 / 津山中央病院 / 津山東高校            | 休日運休           |
| 美咲町役場         |                                                       |                    |
| 有本観光バス       | イオン津山店前 / 津山中央病院 / 津山東高校 / 亀甲駅前 | 休日運休           |
| CHUOかめっち。バス | 和田北                                                |                    |
| 美咲町支所間バス   | 旭総合支所 / 柵原総合支所                             | 土曜・休日運休     |
| 勝田交通           | 岡山桃太郎空港                                        | 予約制乗合タクシー |

## 隣の駅
西日本旅客鉄道（JR西日本）
 津山線
■快速「ことぶき」
津山駅 - 亀甲駅 - 弓削駅
■普通（福渡駅 - 岡山駅間で快速となる「ことぶき」含む）
佐良山駅 - 亀甲駅 - 小原駅